# Piero Fiorelli
Pour les articles homonymes, voir Fiorelli.
Piero Fiorelli, né le 21 avril 1923 à Florence (Toscane) où il meurt le 22 juillet 2025, est un linguiste et un historien du droit italien. Il a enseigné aux universités de Rome, Trieste et Florence.

## Biographie

### Carrière
Disciple de Francesco Calasso (it), il s’applique à étudier la langue juridique d'un point de vue philosophique et historique. Dans une réflexion avec des philosophes, des juristes et des linguistes (parmi lesquels Pietro Piovani (it), Giacomo Devoto (it) et Giovanni Nencioni), il évoque les analogies et les rapports entre deux aspects fondamentaux de l'expérience humaine: la langue et le droit.
Il fonde l'Institut pour la documentation juridique du Conseil national des recherches (Istituto per la documentazione giuridica del Consiglio nazionale delle ricerche), dont il a été le premier directeur. Il est l'animateur de diverses initiatives lexicographiques — toujours dans le domaine de la langue juridique, ancienne et moderne — qui ont utilisé l'aide de la technologie informatique.
Il est l'auteur d'un essai historique sur la torture judiciaire dans le droit commun. En tant que linguiste, il a été influencé par Bruno Migliorini, professeur d'histoire de la langue italienne à l'université de Florence.
Membre de l'Accademia della Crusca depuis 1970, conseiller de l'Association phonétique internationale, Fiorelli a étudié la phonétique de l'italien, selon une méthode combinant les points de structural et historique.
Responsable des transcriptions phonétiques des lemmes du Dizionario enciclopedico italiano, publié par l'Istituto dell'Enciclopedia italiana (Treccani), il a introduit les résultats de décennies de recherche et de réflexion sur les problèmes de la prononciation et de l'écriture de l'italien dans le Dizionario d'ortografia e di pronunzia (DOP: Ire éd. imprimée, 1969; IIème: 1981; coauteurs : Bruno Migliorini et Carlo Tagliavini; IIIe, augmentée, avec Tommaso Francesco Bórri: 2010). En collaboration avec T. F. Bórri, il s'est occupé de la nouvelle édition multimédia du DOP (en ligne depuis 2007).
Avec l'aide d'Ilio Calabresi, il accompagne d'une transcription phonématique tous les lemmes du dictionnaire de Zingarelli (dans la Xème édition, de 1970). Ancien président de la commission de toponymie de la ville de Florence, il est l'auteur, avec Maria Venturi, d'un guide des rues historique et administratif du chef-lieu toscan, en trois volumes.